# Beti-Bat
Beti-Bat fue un periódico editado en Bilbao entre 1880 y 1883.

## Descripción
Sucesor de Laurac-Bat, apareció el 3 de julio y cesaría el 30 de diciembre de 1883. Bajo la dirección de Gustavo Cobreros, contó entre sus colaboradores con Estanislao Jaime de Labayru y Miguel Cruz Ochoa de Zabalegui y Paternain. Llevaba el subtítulo de «diario carlista» y era partidario de El Siglo Futuro de Cándido Nocedal.